# Bellingshausenkysten
Bellingshausenkysten (do 2007 Von Bellingshausenkysten, ang. Bellingshausen Coast) – wybrzeże położone we wschodniej części Wyspy Piotra I, pomiędzy zatoką Kiwibukta a lodowcem Simonovbreen. Ma około 11 km długości. Zostało nazwane na cześć Fabiana Bellingshausena, dowódcy pierwszej rosyjskiej ekspedycji antarktycznej, który w 1821 roku odkrył Wyspę Piotra I. W 2007 roku Norweski Instytut Polarny zmienił nazwę wybrzeża z Von Bellingshausenkysten na Bellingshausenkysten, aby dostosować ją do praktyk nazewniczych innych krajów.